# Fritz Lange
Ne doit pas être confondu avec Fritz Lang.
Pour les articles homonymes, voir Lang.
Fritz Lange, né le 23 novembre 1898 à Berlin et décédé le 16 septembre 1981 dans la même ville, est enseignant et homme politique allemand puis est-allemand. Militant communiste, il participe à la résistance contre le national-socialisme puis, après-guerre, fait partie du personnel politique de la RDA. Il est ministre de l'Éducation de 1954 à 1958.

## Biographie

### Enfance et études
Fritz Lange est scolarisé à la Oberrealschule Siemens dans la banlieue de Charlottenburg, à Berlin, de 1904 à 1912. De 1912 à 1917, il fait partie de la Präparandenanstalt, une école pour la formation des enseignants à Neuruppin. De 1917 à 1918, il est soldat de l'Armée allemande, pendant la Première Guerre mondiale. En 1919, il passe l'examen d'enseignant et est professeur qu'en 1924 dans une Volksschule de la banlieue de Berlin, à Neuköln.

### Engagements politiques et résistance
En 1919, il rejoint le Parti social-démocrate indépendant d'Allemagne (Unabhängige Sozialdemokratische Partei Deutschlands, USPD) et, en 1920, le Parti communiste d'Allemagne (KPD). De 1921 à 1924, il prend la direction nationale des jeunesses communistes (Kindergruppe). En 1924, il est renvoyé de son travail et devient fonctionnaire de premier plan de l'organisation paramilitaire communiste Rotfrontkämpferbund, entre 1925 et 1928, ainsi que le représentant de cette dernière pour le district de Neukölln et délégué de la ville de Berlin de 1925 à 1933. Il est rédacteur en chef pour l'agitation et de propagande du Comité central du KPD entre 1927 et 1933. De 1930 à 1932, il dirige l'organisation antifasciste (excroissance du KPD) Kampfbund gegen den Faschismus. En 1933, il est arrêté et envoyé au camp de concentration de Sonnenburg. 
Il en sort et vit comme ouvrier et vendeur, jusqu'en 1942. À partir de 1935, il est actif dans la Résistance, dans le groupe qui s'est formé autour de Bernhard Wilhelm et Bästlein Guddorf. Il est rédacteur en chef adjoint du quotidien Die Innere Front (« Le Front Intérieur »), qui publie des articles hostiles au chancelier Adolf Hitler de personnes venant de divers horizons politiques, même en langues étrangères. En conséquence, il est considéré comme ayant été informateur pour le réseau soviétique Orchestre rouge.
Le 1er décembre 1942, il est arrêté avec Martin Weise et le 8 octobre 1943, ils sont reconnus coupables par le deuxième Sénat de la Reichskrieggericht, le plus haut tribunal militaire de l'ère nationale-socialiste. Il est condamné pour « complicité de trahison et intelligence avec l'ennemi » et est condamné à cinq ans de travaux forcés. Il est incarcéré dans diverses prisons jusqu'en 1945, notamment à la prison de Brandebourg.

### Après la Seconde Guerre mondiale
Du 1er septembre 1945 à février 1948, Fritz Lange est maire de Brandebourg-sur-la-Havel. Il est ensuite à la tête de la Zentralen Kontrollkommission (« Commission Centrale de Contrôle »), qui fait partie de la Commission allemande économique et, de 1949 à 1954, de la Zentrale Kommission für Staatliche Kontrolle, un organe exécutif du Parti socialiste unifié d'Allemagne (SED), au sein de la zone d'occupation soviétique, et à partir de 1949 de la République démocratique allemande (RDA). 
De 1950 à 1958, il est député à la Chambre du peuple (Volkskammer) et candidat pour le Comité central du SED. En 1954, il devient ministre de l'Éducation. En tant que ministre, il fait partie d'une tendance qui s'est développée en Allemagne de l'Est comme en Allemagne de l'Ouest et qui a cherche à renouer avec la culture allemande, d'avant la Seconde Guerre mondiale.
Après des critiques formulées au sein du 5e congrès du SED, il est démis de ses fonctions. De 1960 à 1961, il travaille au Militärgeschichtliches Institut der DDR (« Institut militaire historique de la RDA »), à Potsdam.

## Distinction
Fritz Lange est décoré en 1955 de l'ordre du Mérite patriotique (Vaterländischer Verdienstorden).

## Dans la fiction
Dans le film La Révolution silencieuse (2018), son rôle est joué par Burghart Klaußner.

## Sources
- (de) Cet article est partiellement ou en totalité issu de l’article de Wikipédia en allemand intitulé « Fritz Lange (Widerstandskämpfer) » (voir la liste des auteurs).